# Militancia palestina (1951-1987)
La militancia palestina (activa entre 1951 y 1987), estuvo influenciada por transformaciones políticas y disputas territoriales que afectaron a la población árabe de Israel y Palestina.    

## Inicios
La milicia palestina surgió como consecuencia de la guerra árabe-israelí de 1948. Los miembros fundacionales de la milicia se pueden dividir en tres grupos:   
1. Los árabes que permanecieron en el recién creado Estado de Israel. Se calcula que alrededor de 150.000 personas recibieron la ciudadanía israelí en 1952.[1]
2. Los árabes que se establecieron en los territorios de Cisjordania y la Franja de Gaza, ambas bajo ocupación de Jordania y Egipto respectivamente. Este grupo incluye tanto a los árabes que habitaban la zona antes de la guerra como a unos 500.000 desplazados.[2]
3. Los árabes que migraron a países como Siria, Líbano o Jordania. Fueron en total unos 200.000 desplazados. [2]

La iniciativa de la milicia palestina, tras el fallecimiento de Amin al-Husayni, destacado líder palestino, quedó en manos de los árabes palestinos en Cisjordania y Gaza (entonces bajo el control egipcio y jordano). Allí nacieron pequeñas bandas de guerrilleros llamados fedayines palestinos, quienes combatieron por la liberación del territorio palestino ocupado por Israel y la formación de un Estado palestino. Si bien ese era su objetivo, en ese momento aún no tenían una idea clara de cómo querían que se manejara dicho Estado.  
Los fedayines recibieron armamento procedente de la  Unión Soviética, del bloque del Este y de Egipto. Sus actividades fueron calificadas como «terroristas» por el gobierno israelí, el cual respondió con numerosas operaciones militares de represalia, como la Operación Shoshana del 14 de octubre de 1953 contra la aldea palestina Qibya. El ataque contra Qibya destruyó 41 edificios, entre ellos una mezquita y una escuela, causando 42 muertes y 15 heridos.
Los fedayines y su actividad militar influyeron en la decisión de Israel de participar en la guerra del Sinaí. 

## Al Fatah y la militancia
En 1959 ingresó un nuevo grupo de personas al movimiento militante: árabes palestinos refugiados en Kuwait, entre ellos Yasser Arafat (Abu Amar o «Padre de la Nación»), Jalil al-Wazir (Abu Yihad o «Padre de la Guerra Santa») y Salah Jalaf (Abu Iyad). 
Crearon una organización llamada Al Fatah ("La Conquista"; un acrónimo de Harakat al-Tahrir al-Watan al-Filistini que significa "Movimiento de Liberación Nacional Palestina").
Inicialmente, los miembros de Al Fatah eran personas que habían militado anteriormente en los Hermanos Musulmanes, sin embargo, en esta nueva organización las ideas evolucionaron rápidamente hacia el panarabismo.
Durante las décadas de los años 1950 y 1960, los aliados más firmes con la causa palestina en el mundo árabe eran los partidos progresistas y nacionalistas árabes, especialmente el presidente de Egipto Gamal Abdel Nasser, el movimiento árabe socialista Baaz (en Siria e Irak) y, desde 1962, el nuevo gobierno de Argelia.
Entre los estados menos amigables con la causa palestina estaban los reinos de Kuwait, Jordania, Emiratos Árabes Unidos y los estados que estaban bajo el gobierno de una monarquía. Los estados en los que la mayor parte de los refugiados vivieron tras la Nakba (el éxodo palestino) de 1948, fueron los mismos estados conservadores y pro-occidentales, como Jordania, Kuwait y el Líbano. En los tres países, la presencia de los palestinos era percibida por las élites de gobernantes locales como una amenaza para la estabilidad de los diferentes gobiernos nacionales.
En el libro Palestina: territorio o guerra de la editorial Le Monde Diplomatique, se mencionan varios sucesos políticos entre las partes involucradas y mediadoras en la situación de Palestina, nombrando a las diferentes autoridades islámicas, a las organizaciones nacionales y a sus principales protagonistas, así como los eventos de las primeras tres intifadas. Este libro recopila artículos publicados en el mensuario del 2000 al 2002 por Le Monde Diplomatique.

## Grupos del movimiento militante
En los años 60, Al Fatah creó un pequeño ejército de militantes, colocados usualmente en Jordania y la Franja de Gaza, aunque otros foros de militancia también se formaron. 
En El Cairo se habían formado una vez más grupos como la Unión General de Estudiantes Universitarios Palestinos (más conocido por su acrónimo en inglés "GUPS") en 1959. 
La GUPS había sido un grupo de estudiantes palestinos desde la década de 1920, fue liderada por Yasir Arafat entre los años 1952 y 1956. En los años posteriores, este se transformó en terreno fértil para la formación de militantes y activistas armados que por lo general estaban en apoyo a la causa palestina. Hasta ahora, la GUPS tiene ramas en universidades de todo del mundo, especialmente en Francia y Alemania.
Entre el 28 de mayo y el 2 de junio de 1964, según la Cumbre de la Liga Árabe en El Cairo, se formó una organización con apoyo oficial del mundo árabe en favor de la causa palestina, la Organización para la Liberación de Palestina (OLP).  
En un principio, dirigida por el abogado palestino Ahmed Shukeiri, quien no causó gran impacto entre el pueblo palestino, ni en los países de refugio, tampoco en los territorios de Gaza y Cisjordania, ni aún entre los árabes israelíes, quienes quedaron en el territorio del Estado de Israel tras 1948. 
La OLP tuvo una rama militar llamada el ELP, pero estuvo bajo el mando de los ejércitos árabes y no consiguió representar la causa de los militantes palestinos.
La OLP sirvió a los objetivos del movimiento panarabista de Nasser. Otros grupos más independientes, como Fatah y el Movimiento Nacionalista Árabe del doctor George Habash atrajeron reclutas más dedicados, y hasta 1969, la OLP solo constituyó un foro general sin poderes.

## La izquierda política

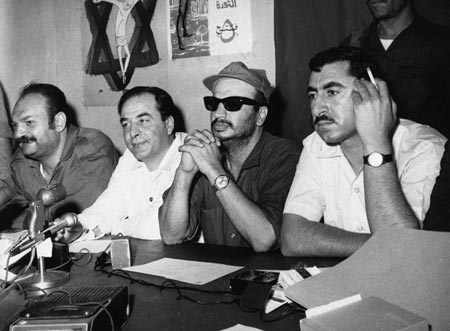
La dirigencia de la militancia radical, antes del septiembre de 1970. Yasser Arafat está sentado en el centro. A su izquierda, fumando está Naief Hawatmeh, el líder del FDLP.

El 5 de junio de 1967 la Fuerza Aérea Israelí atacó objetivos territoriales en los países árabes en Egipto, Siria, Jordania e Irak, destruyendo casi todos los aviones caza enemigos en los cuatro estados.
El 10 de junio la derrota árabe se cumplió. Con una ofensiva bien planeada, las Fuerzas de Defensa Israelíes conquistaron tres territorios: Sinaí y la Franja de Gaza que pertenecían a Egipto, Cisjordania que permanecía bajo la administración de Jordania, y los Altos del Golán que pertenecían a Siria.
Cayó una población enorme de árabes con identidad palestina bajo la autoridad de una ocupación militar en Gaza y Cisjordania. Entre 200.000 y 250.000 personas huyeron de Cisjordania a la orilla oriental del Río Jordán.
La derrota y la indignación generalizada entre los pueblos árabes —y otros directamente afectados— provocaron una fuerte conmoción, tanto entre los propios palestinos como en los Estados árabes.  
Gamal Abdel Nasser, líder del esfuerzo fallido, murió en la guerra, trajo muchas respuestas ante los enfrentamientos como mandar un bloqueo náutico de los estrechos de Tirán, aunque perdió su estatus como el estadista dirigente del mundo árabe y del movimiento panarabista. 
En otros países, el contragolpe fue más violento: en Siria, miembros del Partido Baaz derrocaron al presidente Salah Jadid y lo reemplazaron por Hafez al-Assad (Véase también Revolución Correctiva en Siria), mientras que en Irak Abd ar-Rahman Arif fue reemplazado por Ahmed Hasan al-Bakr y, posteriormente, por Sadam Huseín.
En Libia, el Rey Idris I fue derrocado por el Coronel Muammar al-Gaddafi.
Ahmed Shukeiri vio el cambio en el aire, y se desligó de su puesto el 24 de diciembre de 1967. Desde su fundación, OLP agrupó bajo una misma defensa a todos los grupos militantes, y que fue una agrupación con motivos independientes y poderes reales.   
En el 3 de febrero de 1969, Yasser Arafat se alzó como el nuevo presidente de la OLP en lugar de Yahya Hammuda, quien sucedió a Shukeiri en 1967, en su papel de transición.  
Arafat transformó OLP en un pedestal para avanzar con su propio grupo Fatah. La toma de poder en OLP dio a Arafat la primacía en las políticas internas entre los militantes, y desde 1969 Arafat quedó como el representante más reconocido de la causa palestina. 
En las secuelas de los continuos cambios de poder, todos los nuevos gobiernos tuvieron inclinaciones similares: políticas radicales del panarabismo, programas socialistas y seculares; y más importante, lazo extranjeros cercanos con la Unión Soviética y el Bloque del Este. 
En lugar de apoyar a los palestinos a través de la OLP, los nuevos regímenes buscaron movimientos que creyeran en sus propias políticas. Estos son los grupos más significativos:

### Frente Popular para la Liberación de Palestina
Un grupo marxista-leninista, el Frente Popular para la Liberación de Palestina (FPLP), fundado en 1967 por el líder del Movimiento Nacionalista Árabe, Dr. George Habash, como una unión de la rama armada del MNA (Abtal al-Auda; «Héroes de la Vuelta») y dos movimientos menores: Chabiba la-alZaar (ثأر;Juventud para Venganza) y el Frente por la Liberación de Palestina desde Ahmed Yibril.
FPLP fue el primer grupo palestino radical dirigido por un palestino cristiano, Dr. Habash. El secularismo fue el centro del punto de vista del FPLP, al contrario de Fatah que fue un movimiento secular, pero aprovechaba el simbolismo musulmán para atraer más reclutas. 

#### Grupos disidentes del FPLP
En 1968, Ahmed Jibril, del seno de la FPLP, conforma la FPLP-CG, una fuerza enlazada con el régimen sirio hasta hoy. Su deserción ocurrió un año después de la partida de Nayef Hawatmeh del FPLP y la formación del Frente Democrático (FDLP),  en la cual, hubo un sector radical del Frente Popular, compuesto por ultra-marxistas y maoístas. 
Es discutible si el FDLP y FPLP-CG fueron seguidores del movimiento militante por un estado palestino: Ambos tuvieron enlaces cercanos a Siria. Además el FDLP vio en el conflicto árabe-israelí una parte de la lucha de clases mundial. 
Otras organizaciones radicales que habrían partido del FPLP en los años 1970 incluyeron los FPLP-Maniobras Externas, Organización 15 de mayo y FPLP-Comanda Especial, los que tuvieron poca importancia en el esquema general del movimiento palestino.

#### Grupos Patrocinados
La última categoría es la de los militantes "sintéticos": para que actuaran como representantes de aquellos estados árabes para que formaran representantes de aquellos estados en la lucha contra Israel. Los ejemplos mayores son As-Saika («El Rayo de Relámpago»), un grupo de palestinos refugiados en Siria que recibieron todos los suministros y entrenamiento militar sirio, además obedecieron las órdenes del dictador sirio Hafez al-Assad.
Similar a As-Saika fue el Frente por la Liberación Árabe, un grupo palestino encubridor de Sadam Huseín. As-Saika y el FLA tuvieron lazos tenues con las ideas de un estado palestino independiente; en realidad a ellos, a veces les negaron la necesidad de un estado independiente o la legitimidad del pueblo palestino. Un ejemplo conocido es la entrevista por el jefe de as-Saika, Zuhair Muhsin en el periódico holandés Trouw:

El pueblo palestino no existe. La creación de un estado palestino es solo un medio de seguir en nuestra lucha contra el estado de Israel para nuestra unidad árabe.
En realidad, hoy no hay diferencia entre palestinos, jordanos, sirios o libaneses. Solo por razones de política y táctica, hablamos ahora de la existencia de un pueblo palestino, porque para los intereses nacionales de los árabes, se requiere que se proponga la existencia de un distinto «pueblo palestino» para que puedan oponerse contra el sionismo.
Por razones tácticas, Jordania, es un estado soberano con bordes definidos y no puede dar proclamas sobre Haifa y Jaffa, mientras que yo como un palestino, puedo indudablemente reclamar Haifa, Jaffa, Beer Sheva y Jerusalén.
No obstante, en el momento que íbamos a reclamar nuestro derecho de tener toda Palestina, no aguardaremos ni siquiera un minuto, antes de unir Palestina y Jordania.

Las declaraciones acerca de la identidad de los palestinos, con relación a los países vecinos, especialmente en el caso de Jordania, habría sido un punto de fricción entre los militantes y los países anfitriones (véase Septiembre Negro abajo).

## El centro del escenario
Hasta la Guerra de los Seis Días, la vanguardia en el conflicto contra Israel era los estados árabes, y más específicamente Egipto de Nasser. Pero tras la derrota, los palestinos deshicieron con ellos la subordinación en la lucha y montaron desafíos contra Israel y también hacia los patrones árabes. El factor clave en lograr el cambio fue la decisión de George Habash el de hacer alianzas con grupos similares en Alemania Occidental, Italia, y Japón para organizar ataques ostentosos que habrían llamado la atención de la prensa occidental. 
Los actos incluyeron secuestrar de aviones, tiroteos, toma de rehenes y bombardeos contra objetivos de Israel y hacia estados árabes moderados y otros países considerados enemigos de la causa. La estrategia Habash ayudó a acrecentar la tención acerca del conflicto, pero provocó muchas condenas por el uso de las tácticas del terrorismo. La discusión alrededor de la definición de terrorismo y terroristas es un tema central en la militancia palestina. 
En el caso de Habash, la palabra terrorismo puede haber sido aprovechada, porque la intención de Habash fue la de lograr una caída en la sensación de seguridad, según que tenían sus oponentes especialmente con actos llamativos que amenazaron la vida diaria de Israel (por lo tanto, fueron los secuestros). Como le dijo al periódico oeste-alemán Der Stern:

Cuando secuestramos a un avión, tiene más impacto, que si asesináramos a cien israelíes en una batalla.
A través de las décadas, la opinión pública mundial no había estado ni a favor, ni en contra de los palestinos. Habash no hizo caso de nosotros. Por lo menos, ahora el mundo, habla de nosotros. 

Los secuestros habían sido un método eficaz para captar la atención de la prensa en el mundo no árabe, ya que, según Habash, de otro modo habrían enfrentado dificultades en su propio territorio. 

### Septiembre Negro: La fracasada conquista de Jordania
Un período crítico en la historia de los militantes palestinos ocurrió en Jordania, en septiembre de 1970. En los días 6-9 de septiembre fueron secuestrados cuatro vuelos internacionales según el FPLP y grupos aliados, y se desviaron a Dawson Field, un campo aéreo en el sureste de Jordania.

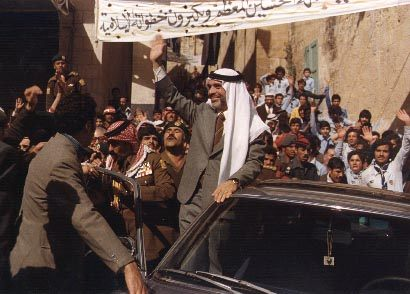
Hussein I de Jordania, el archienemigo de los militantes. La confianza inflada de los palestinos en Jordania, otorgó una ventaja a los lealistas del rey y a todas las bases de la OLP y sus subgrupos, que fueron conquistadas para finales de 1970.

Tras liberar a los rehenes de Habash, ordenó a sus guerreros detonar los aviones frente a las cámaras de todos los periodistas que logró reunir allí. 
El acto consiguió llamar la atención de todo el mundo pero por poco tiempo, solo consiguió encender el conflicto entre los palestinos refugiados en Jordania y al rey jordano (Hussein I). Desde la derrota de 1967, los militantes palestinos comenzaron a desafiar la autoridad de Hussein en su propio reino y a menudo las tensiones entre los militantes y soldados jordanos acabaron por derramar sangre. 
El 21 de marzo de 1968, las fuerzas israelíes montaron un comando de asalto contra el pueblo de Karamé, donde muchos guerreros situaron a Fatah. Hussein, aunque tuvo complicadas relaciones con Arafat, mandó a una columna blindada de tanques a ayudar a los palestinos. La intervención jordana ayudó a impedir el asesinato o detención de Arafat, Jalil al-Wazir, y Salah Jalaf por Israel, pero en su lugar Arafat, tomó todo el prestigio de la batalla.
En lugar de reunir los esfuerzos jordanos y palestinos contra Israel, la Batalla de Karamé sólo empeoró los lazos entre los dos líderes. El 1 de septiembre de 1970 fallaron algunos atentados para asesinar al rey. Los secuestros sólo afirmaron para Hussein que la OLP (la que cayó por debajo del control de Arafat, en 1969) no reconociera su regla en Jordania. Al contrario, que muchos militantes de OLP habían dicho que la verdad es que "Jordania es Palestina; Palestina es Jordania", mejor dicho: El futuro estado palestino debe incluir ambas regiones de Jordania y Palestina. 
El 15 de septiembre, Hussein mandó al estado convocar la regla de la ley marcial y tras un día, realizó asaltos militares contra las bases de la OLP. Hasta el 27 de septiembre, los palestinos fueron derrotados y tuvieron que firmar un cese al fuego en El Cairo. Hasta el año 1971, el movimiento militar de los palestinos en Jordania, retrocedió a un nivel casi insignificante. Tan sólo patrullaron guerrilleros en pueblos civiles, afuera de ellos no hicieron campamentos de refugiados, ni montaron controles para no molestar a los jordanos no-palestinos. El 5 de junio de 1971, Arafat mandó a realizar un atentado desesperado, además de una revuelta para ganar apoyo iraquí. La revuelta fue un paso arriesgado y mal planeado y Hussein venció de nuevo a los restos de los guerrilleros, en las bases de ellos en Gerasa y Aylun, por el norte del país.

## Los años 1970

### Mudanza aLíbano
El término de la OLP en el Septiembre Negro, fue un punto decisivo en la historia del movimiento militante. Tras 1970, las divisiones en la OLP se hicieron poco a poco más violentas. Arafat y sus compañeros en las otras organizaciones aprendieron de la experiencia en [[Jordania] que tendrían que hallar una base de operaciones con menos autoridad estatal. Eligieron Líbano, ya que, al contrario de Jordania, siempre había sido un país dividido por líneas de sector y clase, desde su independencia en 1943. 
Además en 1948, 110,000 palestinos tomaron refugio en Líbano y hasta 1975 aquel número creció a 300,000 y más. El OLP progresó hasta 1975 en el sur de Líbano, como un Estado dentro del Estado. Como había ocurrido en el Estado Jordano, el OLP hizo controles y aumentó los impuestos de los palestinos y de vez en cuando, también a los libaneses nativos que residían cerca de los campamentos de refugiados. En  Líbano, contrario que Jordania, el gobierno de Beirut fue débil y dividido entre facciones que pertenecieron a religiones y diferentes clanes. 
Los militantes del OLP, y sus facciones internas empeoraron la situación hasta el extremo y rápidamente en el sur de Líbano había invadido Fatahland (tierra del Fatah). Inevitablemente, el OLP y los palestinos refugiados se hundieron entre las escaramuzas internas del estado libanés. El Movimiento Nacional Libanés, una alianza de árabes musulmanes suníes y la comunidad drusa libanesa, hicieron una alianza con el OLP para ganar poder en el país. Véase La aporrea.

### Múnich, Carlos,Entebbey la OLP en la Europea.
El mayor golpe en la historia de los ataques terroristas fue en los años 70 y ocurrió en los días 5 y 6 de septiembre de 1972 en la XX Olimpiada en Múnich, en Alemania Occidental.
Una banda de cinco personas que pertenecía al grupo Septiembre Negro eligieron a nueve rehenes de la selección israelí y asesinaron a dos. Durante un intento de salvarlos, fueron asesinados el resto de los rehenes y cuatro terroristas. 
El acto consiguió llamar la atención de todo el mundo, mezclando un suceso festivo con un ataque sensacionalista. La ocurrencia del ataque en suelo alemán provocó traumas en la psique colectiva de los alemanes occidentales, que habían querido mostrar con las olimpiadas, la imagen de un país ya recuperado de su siniestro pasado relacionado al holocausto.  
El estigma del ataque, según los palestinos, ayudó a reclutar militantes nuevos en Europa Occidental, porque los palestinos que vivían se sintieron aislados de sus vecinos europeos. 
Así, la masacre de Múnich puede haber sido considerada una espada de doble filo para los palestinos que recibieron daño de imagen producto del ataque, pero también atrajeron mucha atención e interés de europeos izquierdistas que miraron en los juegos una exposición hipócrita.
Al mismo tiempo, algunos grupos radicales de la izquierda en Alemania, Italia, y otras naciones en Europa Occidental vieron en la OLP unos aliados en ellos, para la lucha de clases.  
Antes, en Múnich el 30 de mayo de 1972, atacaron una escuadra de tres pistoleros del Ejército Rojo Japonés en el aeropuerto internacional de Lod, Israel, asesinando a 26 personas. Anteriormente, el ciudadano nicaragüense-estadounidense Patrick Arguello, murió durante un atentado para secuestrar un vuelo de El Al, como una parte de los secuestros de Dawson's Field. 
El ejemplo más famoso es el venezolano expatriado Ilich Ramírez Sánchez, más conocido como «Carlos el Chacal». Carlos comenzó su carrera en el terrorismo con un atentado fallido al intentar asesinar a Lord Marcus Sieff, un hombre de negocios sionista de Gran Bretaña, en 1973. 
El 22 de diciembre de 1975, una banda de seis personas dirigida por Carlos, tomó el control de un encuentro de OPEP en Viena y escogieron a 42 rehenes, incluyendo a los señores delegados de los países más ricos en el mundo árabe.
La utilización de personas no-palestinas como Carlos el Chacal y alemanes como los que participaron consigo en el ataque fue un acto controvertido, tanto en la prensa occidental, y en el mismo movimiento. Los apoyadores en la táctica (George Habash y sus tenientes Dr. Wadie Haddad y Muhammad Oudeh) mantuvieron que personas no-árabes no atraen atención de la policía en los países objetivos como en Israel e Italia, y más importante muestran la popularidad de la causa palestina como un parte de la lucha de clases mundial. 
Tras Dawson's Field, George Habash cambió su opinión, creyendo que la táctica de ataques sangrientos espectaculares habría provocado asco entre los países occidentales a la causa palestina. Wadie Haddad continuó con los ataques, formando un grupo disidente del FPLP, FPLP-Maniobras Externas. 
En el 27 de junio de 1976, destrozando un mando explícito de Habash (Haddad y su grupo aún eran una parte del FPLP original) de no realizar más secuestros de aviones, una escuadra de FPLP-ME, secuestraron el vuelo 139 de Air France rumbo París y la desviaron a Libia, y luego a Entebbe, Uganda. 
En una operación de comando, fuerzas especiales israelíes recuperaron el avión y a casi todos los pasajeros, con tan sólo una baja mortal en la fuerza israelita y a cuatro de los rehenes. 
El fracaso para Habash fue una humillación, lo que no se sabía del secuestro y Haddad se expulsó oficialmente del FPLP. 
Tras un año, en los días del 13 al 17 de octubre de 1977 hubo un secuestro, además de un ataque a FPLP-ME que acabó con resultados similares en Somalia.
En general, los secuestros no tuvieron importancia militar y los daños hicieron que la imagen popular de los palestinos provocara fuertes contragolpes. 
Por ejemplo, el cerebro detrás de la masacre de Múnich, Ali Hassan Salameh, fue asesinado el 22 de enero de 1979 en Beirut por un coche bomba. La pérdida de personas como Salameh, sólo fue uno de los miembros dirigentes en OLP asesinados en el período y frustró su objetivo en movimiento, al parecer intocable.

### El Programa 10 y elFrente Rechacista
En 1974, Yasser Arafat reveló una estrategia nueva llamada El Programa de los Diez Puntos. El Programa 10 declaraba que el objetivo de lograr un estado palestino, en cada trozo de territorio liberado de la ocupación israelí, no importaba si se había logrado por medios militares o pacíficos. Esencialmente El Programa 10 fue un plan de liberación en fases. Arafat se convenció de que habría sido demasiado difícil, liberar enteramente Palestina en un solo golpe, así que El Programa 10 hizo un plan de liberarlo paso a paso.
Las tendencias radicales en OLP fueron con rapidez y vieron en El Programa 10, una traición a la lucha armada. Aquellos grupos que se separaron de OLP, formaron el Frente Rechacista o Frente por Rechazo dirigido por George Habash. El Frente por Rechazo incluyó los FPLP, FDLP, FPLP-CG, As-Saika, FLA, FLPP, y el nuevo Fatah-RC de Abu Nidal. El Frente por Rechazo recibió apoyo de todos los regímenes radicales árabes, Irak, Libia, Siria, y Argelia en particular. Arafat continuó siendo el militante dirigente en la OLP y en el movimiento en general, a pesar de la falta de patrocinio árabe. En 1978, cuando Egipto comenzó negociaciones bilaterales con Israel, OLP y el Frente Rechacista hicieron una alianza breve para el título del «Frente para Firmeza y Confrontación».

## 1977-90: La aporrea del Líbano
Mientras existiera la Guerra Civil Libanesa, las diferencias entre las facciones internas se hicieron borrosas y cuando fue división más importante, pasó entre los palestinos pro-sirios y anti-sirios. En junio de 1976, las fuerzas sirias ingresaron por el Líbano, auxiliando a las milicias conservadoras cristianas del gobierno contra ellos y a oponentes musulmanes y drusos. Fatah y los grupos pro-iraquíes FLA y FLP estuvieron al lado de los musulmanes libaneses, apoyándolos en ideas socialistas y en la causa palestina. El FPLP-CG, As-Saika, y algunas facciones menores del Frente por Rechazo, se reunieron y alrededor de ellos, fue el patrocinador, el dictador Hafez al-Assad de Siria.
Al mismo tiempo, los militantes OLP asaltaron a Israel con incursiones trasfronterizas y bombardeos según cohetes katyusha de modelo soviético. En 1978 los israelíes se repusieron con una incursión breve, la Operación Litani, y en junio de 1982, tras el intento de atentado para asesinar, entre ellos al embajador en Gran Bretaña por Abu Nidal, ingresaron al sur de Líbano de nuevo. En el 16 de septiembre, militantes de los Falanges Libanesas, leales a Elie Hobeika, perpetraron la masacre de Sabra y Chatila, como represalia por el asesinato de su líder y el presidente designado del país Bashir Gemayel el 14 de septiembre.
Sabra y Chatila desde entonces es un símbolo del martirismo para la causa palestina y en particular entre los militantes armados. Ellos atribuyeron la masacre a Israel, aunque el papel de Israel en el acto no había sido probado de haber sido más de pasivo-agresivo, o mejor dicho que las tropas israelíes no tuvieron una parte activa de masacrar los refugiados, motivo que no impidió actuar a los falangistas. En enero de 1985, Israel ya retrocedió a una línea de control en el sur del país, estableciendo una zona de seguridad con tropas de una milicia de cristianos y chiíes llamada el Ejército Sudlibanés. Pero las luchas entre los palestinos continuaron, cuando Siria hizo más firme su objetivo de derrocar a Yasser Arafat como el jefe de la OLP.

### Guerra de los Campamentos

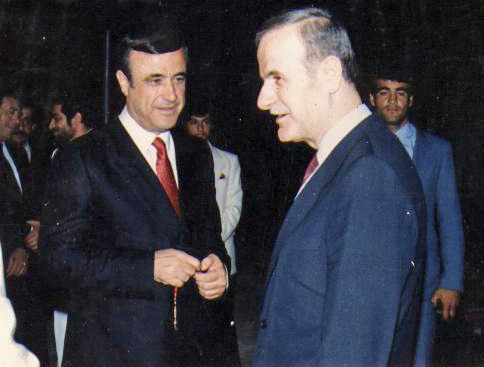
Hafez al-Assad (derecha), aquí con su hermano y ayudante Rifat, falló en sublevar a Arafat como el nuevo líder de OLP, así que expulsaron a Arafat de Beirut.

En mayo de 1985, fuerzas leales a Siria (las milicias del Movimiento Amal y los grupos palestinos como el nuevo Fatah-Intifada, PFLP-CG y As-Saika se convencieron de realizar un conflicto, en el vacío de poder que quedaron los israelíes en Beirut y así atacaron a los campamentos controlados por militantes de Fatah y sus aliados.   
La Guerra de los Campamentos hizo mucho daño a los sirios y palestinos opuestos de Arafat, debido a las bajas civiles que sufrieron por los bombardeos de la artillería. Hasta el 7 de abril de 1988, un número estimado de 3.781 personas murieron en la guerra interna. 
El líder de Fatah-Intifada, Coronel Said Murarra, tuvo la elección de reemplazar Arafat como el jefe nuevo del movimiento palestino pero tras la guerra de los campamentos, todos los grupos pro-sirios se hicieron débiles, debido a la percepción de que eran títeres de Hafez al-Assad. 
Los enfrentamientos interiores en OLP solo dañaron al movimiento palestino en general. As-Saika, FPLP-CG, y Fatah-Intifada consiguieron echar a Arafat de Beirut en 1982 en las continas fases tras la incursión israelita. En los años siguientes, la jefatura de OLP se mudó de nuevo, ahora a Túnez.

## La fractura
En Túnez, Yassir Arafat cambió su actitud con relación al gobierno local. Al contrario de la conducta autoritaria de los militantes en Jordania y Líbano, los palestinos supieron que no podían haber un matón en Túnez. La comunidad palestina en Túnez se numera por más de diez millares, un porcentaje minúsculo, en esa nación de 10 millones personas.

### Achille Lauro, la Intifada, y Abu Yihad
Los años ochenta no fue un período de éxito para OLP, ni para el movimiento en general. En octubre de 1985, los militantes del FPLP de Muhammad Zaidan, una facción aliada con Fatah y apoyado por Arafat, secuestraron el barco del crucero Achille Lauro. El secuestro fue una respuesta de Operación Pata de Palo, un bombardeo aéreo israelí de la sede de la OLP en Túnez. Ellos asesinaron a un pasajero discapacitado judío que se encontraba en silla de ruedas, echándolo al agua. 
El ataque había sido condenado por casi todo el mundo y la imagen sangrienta del movimiento palestino, en general, la había deslustrado aún más. El 16 de abril de 1988, una escuadra especial del ejército israelí asaltó el hogar del segundo en mando de Fatah y del OLP Jalil al-Wazir ("Abu Yihad") quién calló por la acción militar. La muerte de Al-Wazir fue un golpe fuerte a la seguridad que sintieron en la Jefatura del OLP en Túnez y los israelíes pensaron erróneamente que el asesinato del teniente de Arafat habría sido una derrota bastante fuerte para exaltar las sublevaciones de la Primera Intifada.